# 歷史批判
歷史批判（英語：Historical criticism，或譯歷史批評），又稱歷史批判方法（the historical-critical method）、高等批判（higher criticism，或譯為高等批評），是文學批判的分支，研究歷史文獻的起源，透過歷史文獻，來了解文獻背後的世界。
歷史批判方法的基本目的，在於確定文本（text）在它存在的原始歷史脈絡中，最初或最原始的意義，它在文學上的意含，或是歷史上的文學感（拉丁語：sensus literalis historicus）。次要的目的，則是以歷史文獻，來重建出其作者，以及文本接受者，他們身處的歷史環境。
在18世紀，在聖經批評的研究中，首次提出這個方法，當時稱為高等批判。